# Miejska Kasa Oszczędności w Hronovie
Miejska Kasa Oszczędności w Hronovie – zabytkowy budynek w miejscowości Hronov.
Trzykondygnacyjny budynek narożny autorstwa architekta Jindřicha Freiwalda z lat 1937–1938. Część wejściowa jest zaokrąglona i podzielona filarami na trzy pola. Po bokach wejścia znajdują się cokoły z rzeźbami Jaroslava Horejca z 1937 przedstawiające pszczelarza i włókniarkę.

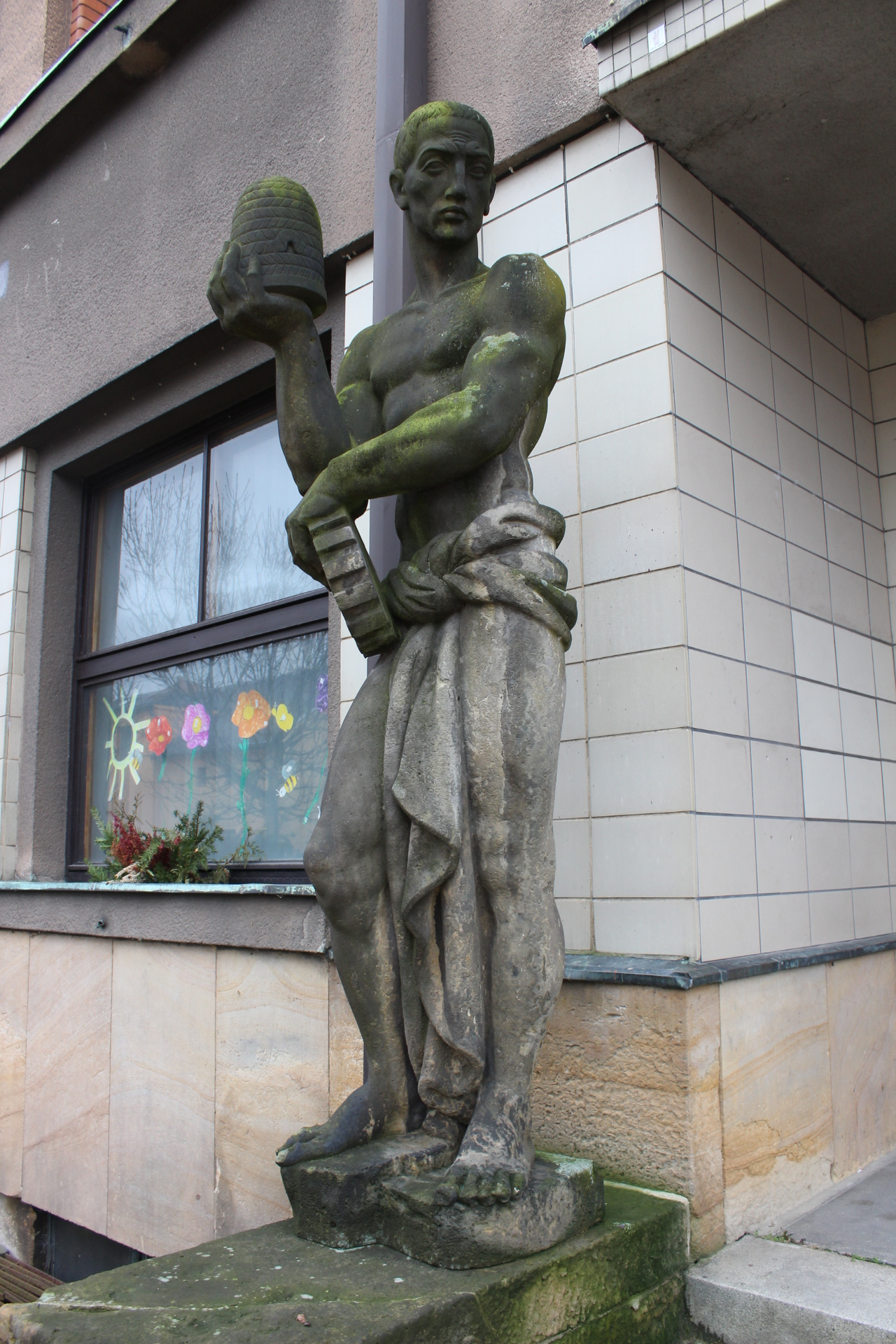
Zabytkowa rzeźba pszczelarza
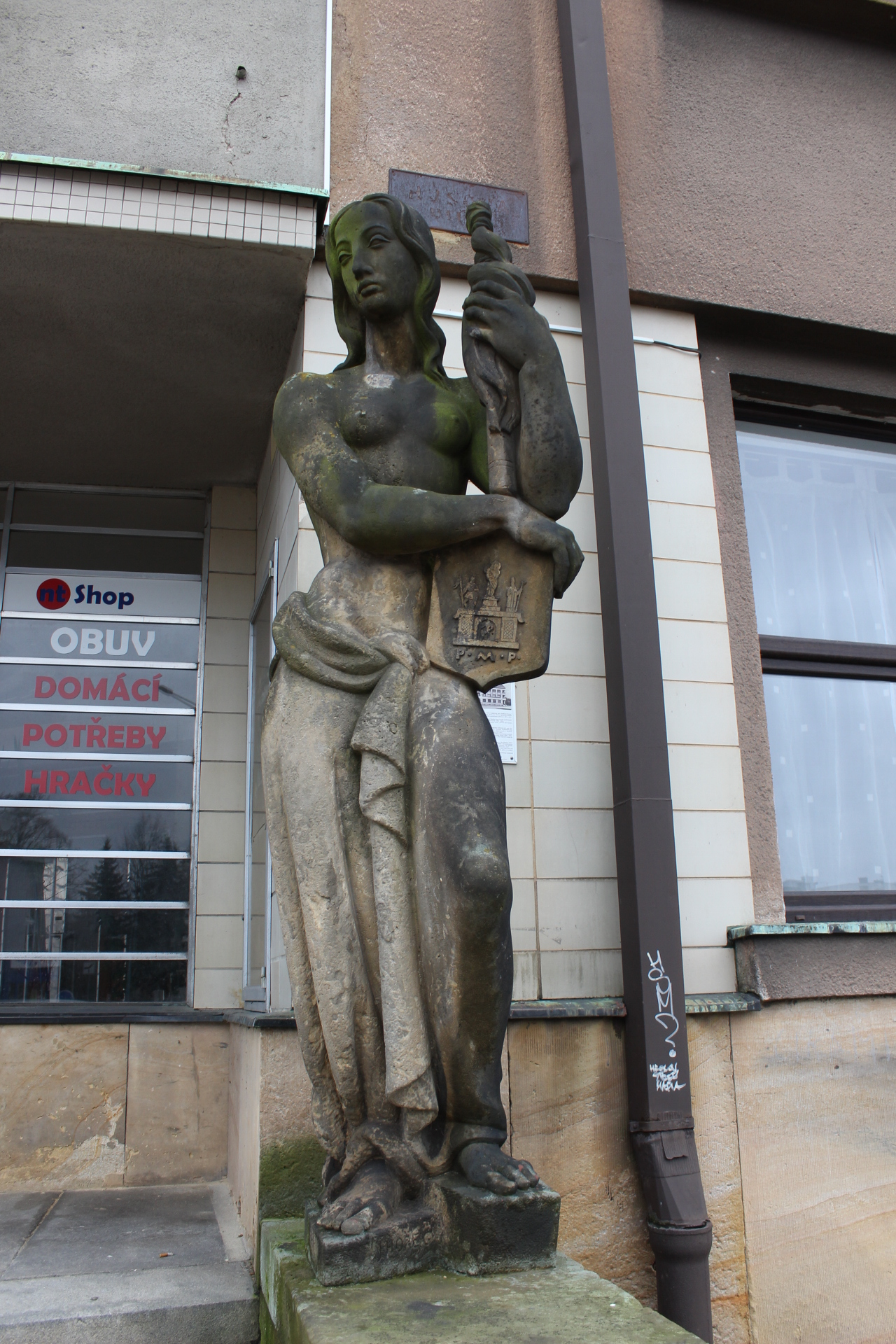
Zabytkowa rzeźba włókniarki